# Ivan Knezović
Ivan Knezović (Spalato, 25 settembre 1982) è un calciatore croato, difensore dell'Omiš.

## Palmarès

### Club

#### Competizione nazionale
- Coppa di Slovenia: 2

Koper: 2005-2006
Domžale: 2010-2011
- Campionato sloveno: 2

Domžale: 2006-2007, 2007-2008
- Supercoppa di Slovenia: 1

Domžale: 2007